# フィーバー兄貴
フィーバー兄貴（フィーバーあにき）は、権利物として登場した兄貴 (パチンコ機)をデジパチ仕様に変更したパチンコ機のシリーズ名。
2001年3月にSANKYOから発売された。CRフィーバー兄貴SPとCRフィーバー兄貴GPとフィーバー兄貴DXの3機種がある。

## 概要
液晶型のデジパチ。1995年に権利物のキャラクターとして登場した筋肉隆々の兄貴たちがデジパチになって復活。世界一の称号と大当たりを目指して熱い戦いが繰り広げられる。
登場するキャラクターは、各図柄に描かれている世界中の兄貴たちに加えて、予告やリーチ演出中に登場する「T兄弟」や「覆面キング」がいる。

CR機は、奇数図柄揃いの場合は確変に突入するが、偶数図柄揃いの場合は通常大当たりとなる。現金機のDXは、奇数揃いの場合は100回転の時短に、偶数図柄揃いの場合は50回転の時短に突入するので時短突入率は100%となる。

本機は、縦に配置された液晶画面の中を図柄が横にスクロールしていくタイプの機種で、同時期に発売されたフィーバー十二支と、大当たり確率や確変システム、メインデジタルの回転時間短縮機能などが同じで、共通している点も非常に多い。

確変中の優秀な小当たり性能を活かして出玉増大を狙うことも可能である。

## スペック
- CRフィーバー兄貴SP
  - 賞球数 5&10&15
  - 大当たり最高継続 15R（10カウント）
  - 大当たり確率 1/317.0
  - 確変中大当たり確率　1/63.4
  - 確変突入率　1/2
  - 確変期間　10000回転まで/リミッターなし
- CRフィーバー兄貴GP
  - 賞球数 5&10&15
  - 大当たり最高継続 13R（10カウント）
  - 大当たり確率 1/281.0
  - 確変中大当たり確率　1/56.2
  - 確変突入率　1/2
  - 確変期間　10000回転まで/リミッターなし
- フィーバー兄貴DX
  - 賞球数 5&10&13
  - 大当たり最高継続 16R（10カウント）
  - 大当たり確率 1/209.5
  - 時短突入率　100%
  - 時短回数

奇数図柄　100回
偶数図柄　50回

## 図柄
- 1（ミッチェルン）
- 2（ハイエナ大佐）
- 3（岩鉄波男）
- 4（ムッキボーイ）
- 5（キントレスキー）
- 6（トレビアン）
- 7（兄筋太）
- 8（サンダーモヒ）
- 9（ポポンガー）
- 10（パワーコブ）
- 11（アイアンジム）
- 12（オカマッチョ）

## 演出
予告アクション

主な予告アクションは4種類で、各予告は単独で出現する場合と複合して出現する場合がある。複合パターンの方が大当たり信頼度は高く、特に「叫び予告」と複合するパターンが期待ができる。
この4種類の予告以外に、大量の兄貴が画面を横切る「兄貴群」と大量の飛び魚が画面を横切る「飛び魚群」も存在する。

- 叫び予告

デジタル回転開始と同時に「アニキー!」と声がかかる。
- ジャングル予告

海岸沿いの背景がジャングルに変化し、リスが横切る。
- 注目予告

デジタル回転中、「注目」の声とともに文字が表示される。
- 兄弟予告

デジタル回転中、T兄弟が画面右下に登場。白い旗を振る。

リーチアクション

リーチはノーマルの他に5種類のスーパーリーチがある。リーチアクションはどれも競技種目にちなんだものとなっている。基本的にはノーマルが発展の起点となるが、特定のハズレ目から発展するパターンもある。
リーチ中に巨大な歯が登場し、「噛み砕き」アクションが発生することがある。スーパーリーチに発展する場合は、噛み砕きが必ず発生する。この噛み砕きが1度のリーチで3回出現した場合は大当たりが確定する。

- ノーマルリーチ

スーパーリーチへの起点となるリーチで、兄貴たちが泳ぎまくる。
- ハードルリーチ

兄貴たちが異様に尖ったハードルを飛び越えていき、ゴールできれば大当たりとなる。ハードルを飛び越えたとき、背景が海岸に変わり、二人だけの愛の世界に行ったら、確変大当たりが確定するプレミアムアクションである。
- 飛び魚リーチ

上下の出目が揃ったまま回転、中出目がそれを追いかけるリーチで、飛び魚のように泳いでいく。追っかけている途中で3つ揃いになり、そのまま全回転に突入するパターンも存在する。この全回転が発生した時点で大当たりが確定する。
- 砲丸投げリーチ

兄貴が砲丸を投げ、テンパイしている図柄のエリアに落下すれば大当たりとなる。プレミアムアクションの「消える魔球」も存在し、投げた砲丸が落下する前に消えれば、必ず大当たり図柄のエリアに落下し、確変大当たりが確定する。砲丸投げリーチ中の実況には数種類のパターンがあり、大当たり信頼度を示唆している。
- 重量挙げリーチ

正体不明の兄貴である覆面キングが登場し、バーベルを持ち上げることが出来れば大当たりとなる。重さは数種類存在し、信頼度も異なる。順目停止後の兄貴チャンスから突入するパターンと、ノーマルから発展するパターンがある。
- ポージングリーチ

兄貴たちが鍛え上げられた自慢の肉体を競う。スポットライトが兄貴たちにあたり、高速回転になる場合と、2人の中から優勝者が選ばれる場合がある。最終的にテンパイしている図柄の兄貴が選ばれたら大当たりとなる。

兄貴チャンス
停止出目が、123･234等の順並びで停止した場合、兄貴チャンスに突入する可能性がある。そのままハズれてしまうこともあるが、兄貴チャンスに突入した場合は、必ず重量挙げリーチに発展する。
予告アクションを経てから順目が停止し、兄貴チャンスに突入するパターンもある。

再抽選アクション

再抽選アクションはメダルが回転し、一度でも金メダルが出れば確変に昇格するが、最終的に銀メダルが停止した場合は通常大当たりとなる。
メダルが回転する回数はランダムに決定されるので、最初に金または銀が停止しただけで終了することもあれば、5回以上回転することもある。
確変図柄で大当たりした場合は、必ず金が停止するので、格下げされることはない。

確変中の止め打ち手順

①小デジタル回転で打ち出し停止

②台枠ランプ5回点滅で打ち出し再開

③電チュー開放で打ち出しを停止し、閉じたら再び打ち出す

④電チュー2回目開放で打ち出し停止

以後、①に戻って一連の手順を繰り返す。

|                    | 通常時    | 確変時    |
| ------------------ | --------- | --------- |
| 小当たり確率       | 10/11     | 10/11     |
| 小デジタル回転時間 | 29.2秒    | 6.0秒     |
| 電チュー開放時間   | 0.2秒 1回 | 1.8秒 2回 |